# Porta Nuova (Crema)
Porta Nuova era uno dei quattro comuni, detti "comuni delle porte", in cui fino all'età napoleonica era suddiviso il suburbio della città di Crema.
Si estendeva fuori l'omonima porta nelle mura cittadine, a nord del centro storico. Questo comune era composto da piccoli insediamenti rurali sparsi.

## Storia
L'organizzazione amministrativa del territorio cremasco fu stabilita in età medievale. Il territorio era diviso in quattro curie, ognuna delle quali dipendenti da una porta nelle mura della città: si ebbero così le curie di Porta Ombriano, Porta Pianengo, Porta Serio e Porta Rivolta.
Il suburbio della città di Crema era diviso in quattro comuni extramurali, anch'essi con lo stesso nome delle porte, dipendenti dall'autorità cittadina.
I rivoluzionari giacobini, preso il potere nel 1797 con le armate di Napoleone, abolirono tre "comuni delle porte" tra cui la Nuova, che vennero aggregati alla città.